# 中ハルマヘラ県

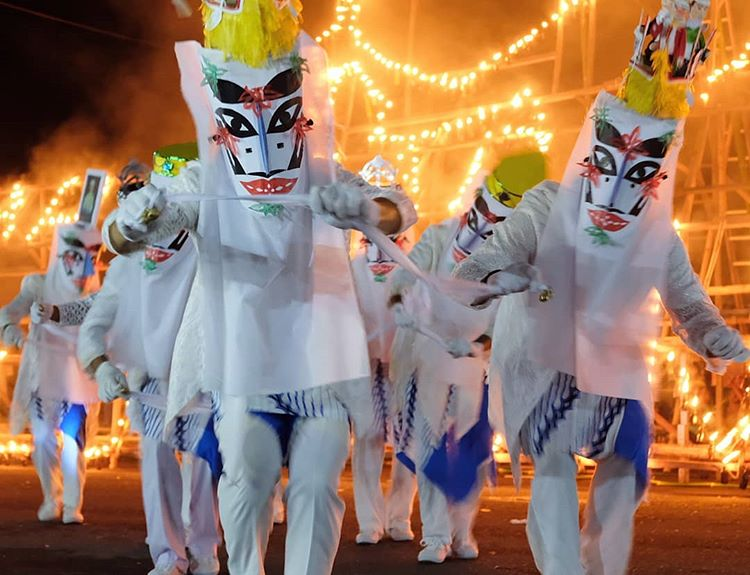
コカ・イバ・ダンス

中ハルマヘラ県(ちゅうハルマヘラけん、インドネシア語: Kabupaten Halmahera Tengah)はインドネシアの北マルク州、ハルマヘラ島に位置する県。県都はウェダ。
2010年の調査では人口は42,740人だった。
北マルク州の設置当時から存在する。県都ウェダではサワイ語が使われている。
中ハルマヘラ県などのウェダ近郊ではフランス企業エラメットを中心にニッケルの開発が行われている。

## 自治体
県は8の郡（kecamatan）からなり、2010年の調査では人口は以下のようであった。
| 名称         |              | 人口 2010年 |
| ------------ | ------------ | ----------- |
| Weda         |              | 6,677       |
| Weda Selatan | South Weda   | 4,850       |
| Weda Utara   | North Weda   | 6,200       |
| Weda Tengah  | Central Weda | 3,942       |
| Pulau Gebe   | Gebe Island  | 4,643       |
| Patani       |              | 3,920       |
| Patani Utara | North Patani | 8,949       |
| Patani Barat | West Patani  | 3,634       |

## 註
1. ↑  “インドネシアウェダベイニッケルプロジェクト株式の一部譲渡”.   三菱商事 (2011年12月15日). 2016年3月28日閲覧。